# ريتشارد مولر
ريتشارد إيه. مولر (بالإنجليزية: Richard A. Muller)‏ هو بروفيسور الفيزياء في جامعة كاليفورنيا (بركلي). كما أنه من كبار أعضاء هيئة التدريس في مختبر لورنس بيركلي الوطني في الولايات المتحدة الأمريكية. في بدايات عام 2010, أسس مولر وابنته إليزابيث مجموعة «بيركلي إيرث» (بيركلي الأرض), وهو مجموعة غير ربحية تهدف إلى معالجة بعض الاهتمامات الرئيسية للمشككين في تغير المناخ, ولا يسما السجل العالمي لدرجة حرارة سطح الأرض.